# منطقه صافیتا
منطقه صافیتا (به عربی: منطقة صافیتا) یک منطقه در سوریه است که در استان طرطوس واقع شده‌است.

## خصوصیات
منطقه صافیتا ۳۵۵٫۷۵ کیلومترمربع مساحت و ۱۲۹٬۶۳۲ نفر جمعیت دارد.